# Inuvik
Inuvik est une ville canadienne située dans la région d'Inuvik, dans les Territoires du Nord-Ouest. Elle compte au recensement de 2006 3 450 habitants.
En 2001, la population est de 2 894 habitants et de 3 296 en 1996. En 2009, le gouvernement des Territoires du Nord-Ouest estime la population à 3 586 habitants. Fondée en 1953 dans le but de remplacer Aklavik à l’ouest du delta du fleuve Mackenzie, son nom signifie « la place de l’humain » en inuvialuktun.
Inuvik a acquis le statut de village en 1967 puis le statut de ville en 1970. Inuvik est reliée au réseau autoroutier canadien depuis la construction de la Dempster Highway, en 1979 qui traverse la rivière Peel à la hauteur du fort McPherson.

## Géographie
Inuvik est située sur le chenal Est du delta du fleuve Mackenzie, à environ 100 km de l'océan Arctique et à environ 200 km au nord du cercle polaire arctique.
En raison de sa situation nordique, Inuvik connait le soleil de minuit pendant 56 jours, du 23 mai au 19 juillet. La nuit polaire dure 30 jours, de début décembre à début janvier. Pendant la nuit polaire, le jour se limite à quelques heures d'une lumière blafarde, sans lever de soleil.
Cette ville est accessible la plus grande partie de l'année par la Dempster Highway car les chutes de neige y sont faibles. Cette route n'est pas goudronnée, elle fait environ 800 km de long, elle part à 40 kilomètres à l'est de Dawson City. Cette route traverse le fleuve Mackenzie où il n'y a pas de pont. En été, les véhicules utilisent un ferry gratuit. L'hiver, les véhicules traversent le fleuve quand il est assez gelé. La traversée de ce fleuve n'est plus possible à deux périodes de l'année, au printemps quand la glace fond de mi-mai à mi-juin et à l'embacle, fin octobre début novembre. Pendant ces deux périodes, seul l'avion permet d'accéder à Inuvik.
Lorsque le fleuve Mackenzie est libre de glace, la Northern Transportation Company Limited propose un service de barges commerciales de Hay River, ville sur la rive sud du Grand lac des Esclaves, à Inuvik. Le service de barges transporte les fournitures jusqu'à Taloyoak (Nunavut) à l'est, et jusqu'à Barrow à l'ouest, en Alaska.
Une caractéristique particulière de Inuvik est l'utilisation de « utilidors » — des conduits de transport de l'eau et d'égout installés au-dessus du sol et couverts par l'acier ondulé. En hiver, ces conduits doivent être chauffés pour empêcher l'eau de geler. Ils courent dans toute la ville reliant la plupart des bâtiments, et par conséquent il y a beaucoup de petits ponts et passages souterrains. Les utilidors sont nécessaires en raison du pergélisol sous-jacent de la ville, ce qui ne permet pas d'enterrer ces canalisations. Les eaux usées de la ville sont rejetées directement dans le fleuve Makenzie car une station d'épuration ne peut pas fonctionner la plus grande partie de l'année à cause du froid.
Une autre caractéristique est un Inukshuk placé à l'extérieur de l'Hôtel du Mackenzie, qui a été reconstruit en 2006.
Dans la ville même, une grande majorité des routes sont goudronnées ainsi que la route qui relie la ville à l'aéroport. Bien des habitations sont installées sur pilotis pour ne pas provoquer le dégel du pergélisol, ce qui déstabiliserait gravement le sol.

## Démographie
| 2001  | 2006  | 2011  | 2016  |
| ----- | ----- | ----- | ----- |
| 2 894 | 3 484 | 3 463 | 3 243 |

## Climat
Le climat d'Inuvik est très froid, de type continental. La température moyenne de l'année est de −8,8 °C selon les données météorologiques canadiennes. Il peut geler tous les mois de l'année, bien que le gel soit plutôt rare de fin mai à fin août, ce qui permet à la forêt boréale de pousser. En effet, il peut faire chaud à Inuvik en été, les températures les plus élevées pouvant atteindre les 32,8 °C. Le mois le plus froid de l'année est janvier avec une moyenne de −27,6 °C. Les températures les plus froides atteignent les −56,7 °C. Le mois le plus doux est juillet, avec une moyenne de 14,2 °C. Aucune activité agricole n'est possible, la belle saison est trop courte.
Le climat est sec, avec 248 mm de précipitations par an, en moyenne. La neige s'installe fin septembre et ne dégèle qu'à la mi-mai, mais elle tombe en faible quantité car l'hiver est la saison la plus sèche de l'année. À la fin de l'hiver, les épaisseurs de neige dépassent rarement les 50 à 60 cm.
| Mois                                  | jan.       | fév.       | mars       | avril      | mai        | juin      | jui.      | août      | sep.       | oct.      | nov.       | déc.     | année          |
| ------------------------------------- | ---------- | ---------- | ---------- | ---------- | ---------- | --------- | --------- | --------- | ---------- | --------- | ---------- | -------- | -------------- |
| Température minimale moyenne (°C)     | −31        | −30,1      | −27,7      | −17,4      | −4,5       | 5,5       | 8,6       | 5,9       | −0,1       | −10,9     | −25        | −28,2    | −12,9          |
| Température moyenne (°C)              | −26,9      | −25,5      | −22,3      | −11,8      | 0,4        | 11,6      | 14,1      | 11        | 3,9        | −7,6      | −21,1      | −24,1    | −8,2           |
| Température maximale moyenne (°C)     | −22,8      | −20,9      | −16,8      | −6,3       | 5,2        | 17,7      | 19,5      | 16        | 7,9        | −4,3      | −17,1      | −20      | −3,5           |
| Record de froid (°C) date du record   | −54,4 1975 | −56,7 1968 | −50,6 1964 | −46,1 1971 | −27,8 1961 | −6,1 1959 | −3,3 1966 | −6,1 1966 | −20,1 1983 | −35 1965  | −46,1 1963 | −50 1964 | −56,7 4/2/1968 |
| Record de chaleur (°C) date du record | 7,1 2009   | 5,2 1989   | 6,1 1965   | 15,3 2009  | 30,4 2010  | 32,8 1999 | 32,8 2001 | 32,5 1994 | 26,2 1989  | 20,9 2003 | 10,6 1970  | 5 1973   | 32,8 20/7/2001 |
| Ensoleillement (h)                    | 7,3        | 65,2       | 174,1      | 248,7      | 295        | 375,1     | 339,8     | 216,2     | 109,4      | 50,2      | 17,8       | 0        | 1 898,8        |
| Précipitations (mm)                   | 12,5       | 13,1       | 11,9       | 9,8        | 17,3       | 17,3      | 35        | 39,4      | 29,3       | 24,4      | 16         | 14,8     | 240,6          |
| dont neige (cm)                       | 15,4       | 16,4       | 14,8       | 11,7       | 14,2       | 1,9       | 0         | 3,1       | 10,4       | 30,1      | 21,3       | 19,4     | 158,6          |
| Nombre de jours avec précipitations   | 9,9        | 10,9       | 11,2       | 7,6        | 7,6        | 8,1       | 11,6      | 14,4      | 13         | 13,6      | 11,7       | 10,3     | 129,9          |
| Humidité relative (%)                 | 67,3       | 65,4       | 58         | 59,3       | 59,9       | 49,3      | 56,3      | 63,2      | 68,8       | 78,6      | 74         | 69,7     | 64,2           |
| Nombre de jours avec neige            | 10,3       | 11,6       | 11,8       | 8          | 6,2        | 1,4       | 0,1       | 1,3       | 5,1        | 14,1      | 12,1       | 11,2     | 93             |

| Diagramme climatique                                  |                |                |              |             |             |           |           |             |               |            |              |
| J                                                     | F              | M              | A            | M           | J           | J         | A         | S           | O             | N          | D            |
| −22,8−3112,5                                          | −20,9−30,113,1 | −16,8−27,711,9 | −6,3−17,49,8 | 5,2−4,517,3 | 17,75,517,3 | 19,58,635 | 165,939,4 | 7,9−0,129,3 | −4,3−10,924,4 | −17,1−2516 | −20−28,214,8 |
| Moyennes : • Temp. maxi et mini °C • Précipitation mm |                |                |              |             |             |           |           |             |               |            |              |

## Tourisme

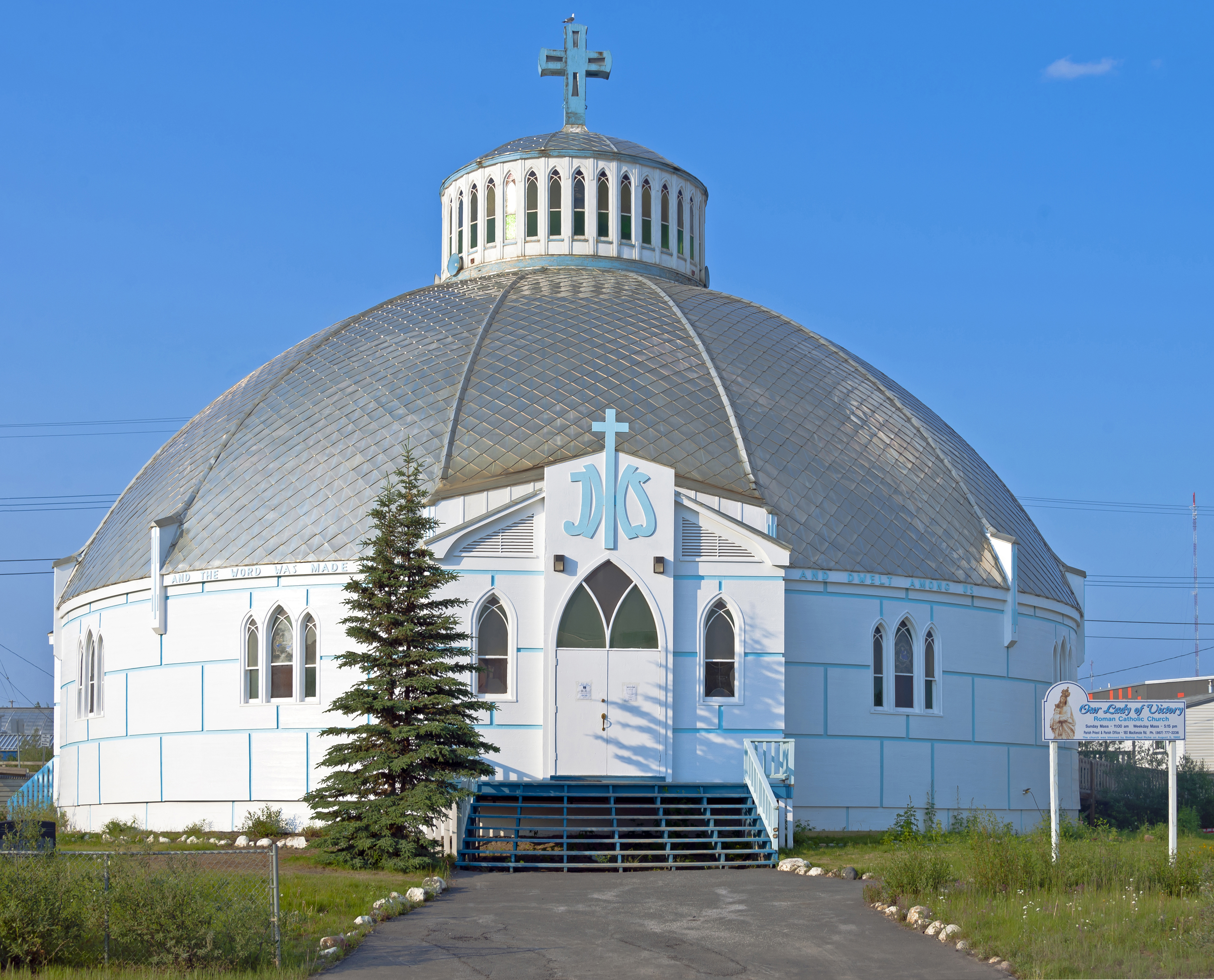
Église de Notre-Dame-de-la-Victoire d'Inuvik.

L'église de Notre-Dame-de-la-Victoire, souvent appelée Igloo Église, est un monument célèbre dans la région. Elle est construite en forme d’igloo. C'est le bâtiment le plus photographié de la ville. Les festivals des grands arts nordiques est un événement majeur qui dure une dizaine jours mi-juillet depuis 1989. En 2010, le Festival a accueilli plus de 1 800 artistes de tout le Canada, et même du Japon et de l'Australie. Ce festival est le plus grand événement annuel du tourisme dans le delta de Beaufort.
Une mosquée a été installée à Inuvik. Elle est opérationnelle depuis l'automne 2010. Elle a été construite à Winnipeg puis transportée sur 4 000 km par camion jusqu'à Hay River, puis par barge. La « mosquée de minuit » est la plus septentrionale des mosquées (68°21' de latitude nord). Une autre mosquée se situe très au nord, il s'agit de la mosquée de Norilsk en Russie (67°30' latitude nord). Le projet de construction d’une mosquée à Tromsø en Norvège, n’a pas abouti.
Inuvik célèbre le Jamboree Muskrat chaque année à la fin mars ou début avril depuis 1957. L'événement rassemble des milliers de gens qui participent à des jeux traditionnels, regardent les courses en traîneau à chiens et motoneige et de la danse toute la nuit dans la ville. La plupart des manifestations sont organisées sur le fleuve Mackenzie, où plusieurs groupes communautaires à exploitent des concessions dans des tentes chauffées McPherson traditionnelle. La préparation de la soupe chaude, du pain bannock, des produits de boulangerie, du café, du thé du Labrador, du chocolat chaud et autres boissons traditionnelles sont présentées aux touristes. De nombreux participants et spectateurs portent des vêtements traditionnels et les artisans locaux ont des marchandises à vendre.
Le retour du soleil après la nuit polaire est marqué par le Sunrise Festival, le deuxième week-end de janvier. Ce festival est un événement communautaire qui dure toute la journée. Des courses de chiens de traîneaux, un spectacle de feux d'artifice et feu de joie de la communauté sont organisés.
Le week-end du solstice d'été (21 juin), une course à pied est proposée aux coureurs du monde entier pour profiter du soleil de minuit. Le départ des parcours de cinq et dix kilomètres ainsi qu'un demi marathon est donné à minuit et attire de plus en plus de concurrents.

## Équipements
(janvier 2019).
Un nouvel hôpital a ouvert au début de 2003, la zone couverte par ses services s'étendant de Sachs Harbour sur l'île Banks, à Ulukhaktok sur l'île Victoria, et de Paulatuk dans la région du Sahtu, y compris Norman Wells, Tulít'a, Deline, Fort Good Hope et Colville Lake.
Le complexe du soleil de minuit est un centre multi-usage achevé en 2006. Une nouvelle école, a ouvert ses portes en 2012 à Inuvik.

## Communication
Le journal communautaire Inuvik Drum est publié chaque semaine par les Nouvelles du Nord, le Northern News Services.
Une chaine de télévision est disponible à travers le canal CHAK-TV 6, la prise locale de télévision CBC North, et CH4221 canal 13, qui retransmet APTN.

## Renommée
Cette ville, « en particulier la mine à côté », est connue pour être en partie le « terrain de jeu » du docu-réalité de la Saison 2 du Convoi de l'extrême.

## Nomenclature planétaire
L'Union astronomique internationale du Groupe de travail pour le Planetary System Nomenclature (AIU / WGPSN) a officiellement adopté le nom de Inuvik pour un cratère sur Mars, à une latitude de 78,7° de latitude nord et la longitude 28,6° ouest. Le diamètre du cratère est de 20,5 km.

### Liens externes

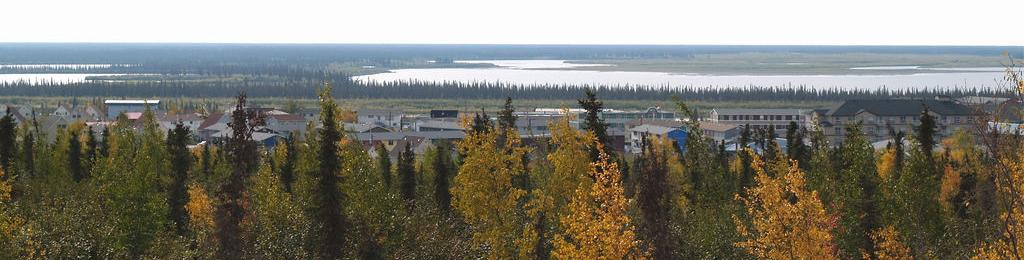
Inuvik